# Bataviaasch Studenten Corps

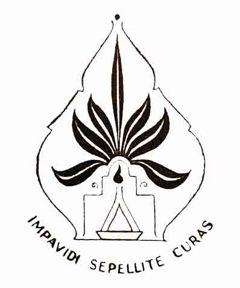
Wapen BSC

Bataviaasch Studenten Corps  'Impavidi Sepellite Curas'   (vert. uit Latijn: Verdrijft de vrees zonder zorgen), was een studentenvereniging in Batavia in voormalig Nederlands-Indië. Het Bataviaasch Studenten Corps werd opgericht op 11 november 1924 en hield feitelijk op te bestaan bij het begin van de bezetting van Nederlands-Indië door de Japanners op 8 maart 1942 en was als studentenvereniging verbonden aan de Bataviasche Hogescholen, de 'Rechtshoogeschool' en de 'Geneeskundige Hoogeschool' te Batavia.
Het Bataviaasch Studenten Corps ('BSC') was opgezet naar het model van de corpora in het moederland. Zo stond aan het hoofd van het corps de ledenvergadering die het dirigerende lichaam, de senatus veteranorum met daarin een rector, ab-actis, fiscus en een aantal assessoren, controleerde. Ook was aan het BSC een Studentensociëteit verbonden: de Bataviaasche Studenten Sociëteit  'Beati Semper Corde'   (vert. uit Latijn:  'Gelukzalig, eeuwig verbond' ), laatstelijk gevestigd op Kramat 49 te Batavia.